# Fabian Kobordo
Fabian Kobordo (ur. 8 stycznia?/20 stycznia 1871 w Mińsku Litewskim, zm. ?) – pułkownik piechoty Wojska Polskiego, kawaler Orderu Virtuti Militari.

## Życiorys
Urodził się 20 stycznia 1871 w Mińsku Litewskim jako syn Karola. W 1909, w stopniu sztabskapitana, pełnił służbę w 119 Kołomeńskim pułku piechoty. W latach 1917–1918 dowodził 2 pułkiem Strzelców Polskich w 1 Dywizji Strzelców Polskich.
Z dniem 9 grudnia 1918 został przyjęty do Wojska Polskiego, w stopniu pułkownika, w „grupie oficerów byłego I Korpusu Polskiego i armii rosyjskiej” oraz przydzielony do Litewsko-Białoruskiej Dywizji Strzelców.
Od 17 grudnia 1918 do 20 stycznia 1919 był organizatorem i pierwszym dowódcą Mińskiego pułku strzelców, który w 1921 został przemianowany na 86 pułk piechoty. 28 lutego 1919 został przeniesiony do 21 pułku piechoty na stanowisko dowódcy pułku. 21 lipca 1919 przybył z oddziałem na Front Litewsko–Białoruski. 24 lipca 1919 wyróżnił się w walkach o Raków, prowadząc żołnierzy do ataku na tę miejscowość. 25 lutego 1920 został zwolniony ze stanowiska dowódcy XVI Brygady Piechoty i mianowany dowódcą XVII Brygady Piechoty. 1 czerwca 1921 pełnił służbę w Dowództwie Obozu Warownego „Brześć”, pozostając w ewidencji 21 pułku piechoty.
3 maja 1922 został zweryfikowany w stopniu pułkownika ze starszeństwem z dniem 1 czerwca 1919 i 18. lokatą w korpusie oficerów piechoty. Po zakończeniu działań wojennych pełnił służbę na stanowisku komendanta Powiatowej Komendy Uzupełnień Bielsk Podlaski, pozostając oficerem nadetatowym 3 pułku Strzelców Podhalańskich w Bielsku. W listopadzie 1923 otrzymał zezwolenie na zawarcie związku małżeńskiego z Pelagią Kudracewą. W lutym 1924 został przeniesiony do 3 pspodh. W marcu 1926 roku został przeniesiony do 20 pułku piechoty w Krakowie z pozostawieniem w dyspozycji dowódcy 6 Dywizja Piechoty. Z dniem 1 marca 1927 roku został mu udzielony dwumiesięczny urlop z zachowaniem uposażenia, a z dniem 30 kwietnia 1927 roku został przeniesiony w stan spoczynku.
W 1934 pozostawał w ewidencji PKU Warszawa Miasto III, posiadał przydział mobilizacyjny do Oficerskiej Kadry Okręgowej Nr I – dyspozycja dowódcy Okręgu Korpusu Nr I.
Został osadnikiem wojskowym w kolonii Oberowszczyzna (gmina Wysokie Litewskie).

## Ordery i odznaczenia
- Krzyż Srebrny Orderu Wojskowego Virtuti Militari nr 5261 (21 marca 1922)[16]
- Krzyż Walecznych
- Złoty Krzyż Zasługi (18 lutego 1939)[17]
- Medal Zwycięstwa („Médaille Interalliée”) (6 czerwca 1925)[18][19]